# Ротоаира
Ротоаира (англ. Lake Rotoaira) — озеро на Северном острове Новой Зеландии.
Расположено в центральной части острова, в 10 км. к юго-западу от озера Таупо. В озеро впадает несколько небольших рек и ручьёв. Сток из озера — река Поуто (приток реки Уаикато).
Площадь зеркала — 13 км². Наибольшая глубина — 14 м. Поверхность озера находится на высоте 564 метров над уровнем моря.
Является одним из немногих озёр находящихся в частной собственности в Новой Зеландии.